# Hamarkameratene 2007
Questa voce raccoglie le informazioni riguardanti lo Hønefoss Ballklubb nelle competizioni ufficiali della stagione 2007.

## Rosa
| N. |                       | Ruolo | Calciatore           |
| -- | --------------------- | ----- | -------------------- |
| 1  | Norvegia (bandiera)   | P     | Ivar Rønningen       |
| 2  | Slovacchia (bandiera) | C     | Martin Husár         |
| 2  | Norvegia (bandiera)   | C     | Steinar Strømnes     |
| 3  | Belgio (bandiera)     | C     | Steve Cooreman       |
| 4  | Norvegia (bandiera)   | D     | Frode Bjørnevik      |
| 5  | Finlandia (bandiera)  | C     | Juha Pasoja          |
| 6  | Norvegia (bandiera)   | C     | Marius Gullerud      |
| 7  | Norvegia (bandiera)   | C     | Vegar Bjerke         |
| 8  | Norvegia (bandiera)   | C     | Tommy Øren           |
| 9  | Svezia (bandiera)     | A     | Markus Ringberg      |
| 10 | Nigeria (bandiera)    | A     | Oluwasegun Abiodun   |
| 11 | Norvegia (bandiera)   | A     | Espen Olsen          |
| 14 | Norvegia (bandiera)   | D     | Knut Henry Haraldsen |
| 15 | Norvegia (bandiera)   | ?     | Simen Bergsodden     |
| 15 | Norvegia (bandiera)   | A     | Kjetil Martinsen     |

| N. |                        | Ruolo | Calciatore            |
| -- | ---------------------- | ----- | --------------------- |
| 16 | Inghilterra (bandiera) | C     | David Mannix          |
| 17 | Norvegia (bandiera)    | A     | Olav Tuelo Johannesen |
| 18 | Norvegia (bandiera)    | D     | John Anders Rise      |
| 19 | Danimarca (bandiera)   | C     | Jan Michaelsen        |
| 20 | Norvegia (bandiera)    | D     | Thomas Øverby         |
| 21 | Norvegia (bandiera)    | C     | Truls Jevne Hagen     |
| 22 | Austria (bandiera)     | A     | Roman Kienast         |
| 23 | Norvegia (bandiera)    | D     | Tom Kristoffersen     |
| 23 | Ungheria (bandiera)    | C     | Balázs Nikolov        |
| 24 | Norvegia (bandiera)    | D     | Joachim Sørum         |
| 25 | Norvegia (bandiera)    | A     | Marcus Pedersen       |
| 30 | Norvegia (bandiera)    | P     | Svein Inge Haagenrud  |
| 33 | Norvegia (bandiera)    | C     | Kenneth Dokken        |
| –– | Norvegia (bandiera)    | P     | Dyre Skjerve          |

## Risultati

### Campionato

#### Girone di andata
| Arbitro: | Krokdal |

|                                                     |           |                     |
| Michaelsen 5’, 8’ Øren 30’ Ringberg 45’ Abiodun 75’ | Marcatori | 35’ Moh. Abdellaoue |

| Arbitro: | Høgberg |

|  |           |           |
|  | Marcatori | 74’ Hagen |

| Arbitro: | Borgersen |

|                            |           |                        |
| Pasoja 50’ (rig.) Øren 68’ | Marcatori | 3’, 60’ Olsen 57’ Berg |

| Arbitro: | Johnsen |

|                                    |           |                                                   |
| Stenberg 67’ Lamøy 80’ Talberg 82’ | Marcatori | 11’, 13’ Ringberg 51’ Abiodun 77’ Pasoja 86’ Øren |

| Arbitro: | Hansen |

|                                                |           |                                 |
| Gullerud 6’ Ringberg 46’ Michaelsen 90’ (aut.) | Marcatori | 10’ Johnsen 31’, 88’ Brandshaug |

| Arbitro: | Krokdal |

|  |           |                                  |
|  | Marcatori | 48’ (aut.) Andreasson 90’ Pasoja |

| Arbitro: | Staberg |

|                  |           |             |
| Abiodun 35’, 38’ | Marcatori | 17’ Kydland |

| Arbitro: | Nordby |

|           |           |                                                          |
| Nyhus 84’ | Marcatori | 10’ Michaelsen 14’ Kienast 47’ (rig.) Pasoja 80’ Abiodun |

| Arbitro: | Hafsås |

|             |           |           |
| Abiodun 26’ | Marcatori | 64’ Šarić |

| Arbitro: | Høgberg |

|                             |           |                                                   |
| H. Flo 21’, 87’ Waltrip 61’ | Marcatori | 18’ Ringberg 34’ Abiodun 79’ Elvis 90’ Michaelsen |

| Arbitro: | Hilmen |

|             |           |                   |
| Kienast 17’ | Marcatori | 28’ (aut.) Bjerke |

| Arbitro: | Hansen |

|                            |           |                                        |
| Jusufi 44’ Johannessen 60’ | Marcatori | 36’ Hagen 45’ Abiodun 68’, 86’ Kienast |

| Arbitro: | Nordby |

|                         |           |  |
| Kienast 54’ Abiodun 81’ | Marcatori |  |

| Mandal 1º luglio 2007, ore 18:00 CEST 14ª giornata                         | Mandalskameratene | 0 – 3 referto                            | HamKam | Idrettsparken (871 spett.) |
| \| \| \| \| \| \| Marcatori \| 33’ Olsen 58’ (rig.) Pasoja 66’ Ringberg \| |                   |                                          |        |                            |
|                                                                            |                   |                                          |        |                            |
|                                                                            | Marcatori         | 33’ Olsen 58’ (rig.) Pasoja 66’ Ringberg |        |                            |

| Arbitro: | Bruheim |

|                                        |           |                     |
| Pasoja 53’ (rig.) Rise 65’ Abiodun 90’ | Marcatori | 60’ (rig.) Kvalheim |

#### Girone di ritorno
| Arbitro: | Toppe |

|  |           |                                              |
|  | Marcatori | 6’, 83’ Kienast 78’ (rig.) Pasoja 90’ Øverby |

| Arbitro: | Høgberg |

|                                                     |           |  |
| Kienast 5’ Abiodun 55’ Pasoja 82’ (rig.) Øverby 86’ | Marcatori |  |

| Arbitro: | Høgberg |

|                                                              |           |           |
| Sannes 21’ Miller 36’ Hamoud 59’, 74’ Hvidén-Watson 84’, 87’ | Marcatori | 60’ Olsen |

| Arbitro: | Kjensli |

|                                                           |           |  |
| Abiodun 15’, 19’ Olsen 24’ Dokken 69’ Stenberg 86’ (aut.) | Marcatori |  |

| Arbitro: | Toppe |

|                   |           |                                               |
| Eike 58’ Moen 89’ | Marcatori | 26’ Ringberg 54’ Kienast 72’ Rise 87’ Abiodun |

| Arbitro: | Borgersen |

|  |           |                              |
|  | Marcatori | 33’ P. Diouf 40’ Baldvinsson |

| Arbitro: | Helgerud (Lier) |

|                                     |           |  |
| Helle 60’ Stokkeland 76’ Hansen 78’ | Marcatori |  |

| Arbitro: | Hagen (Grue) |

|                                                      |           |  |
| Ringberg 9’, 25’ Kienast 43’ Rise 66’ Johannesen 70’ | Marcatori |  |

| Arbitro: | Høgberg |

|           |           |                                       |
| Vange 33’ | Marcatori | 29’ Kienast 56’ Ringberg 89’ Gullerud |

| Arbitro: | Krokdal |

|                            |           |  |
| Kienast 8’, 19’ Øverby 84’ | Marcatori |  |

| Moss 6 ottobre 2007, ore 16:00 CEST 26ª giornata | Moss   | 0 – 0 referto | HamKam | Melløs Stadion (2.122 spett.)\| Arbitro: \| Hansen \| |
| Arbitro:                                         | Hansen |               |        |                                                       |

| Hamar 14 ottobre 2007, ore 15:00 CEST 27ª giornata | HamKam    | 2 – 0 referto | Sparta Sarpsborg | Briskeby Gressbane (2.867 spett.) |
| \| \| \| \| \| Dokken 45’, 63’ \| Marcatori \| \|  |           |               |                  |                                   |
|                                                    |           |               |                  |                                   |
| Dokken 45’, 63’                                    | Marcatori |               |                  |                                   |

| Arbitro: | Hauge (Bergen) |

|                          |           |                     |
| Ellefsen 37’ Hanssen 61’ | Marcatori | 58’ Pasoja 82’ Øren |

| Arbitro: | Hakestad |

|                                                              |           |  |
| Michaelsen 5’, 31’ Rise 48’ Hagen 55’ Øverby 74’ Abiodun 79’ | Marcatori |  |

| Arbitro: | Bruheim |

|  |           |             |
|  | Marcatori | 70’ Kienast |

### Coppa di Norvegia
| Brumunddal 20 maggio 2007, ore 18:00 CEST Primo turno               | Brumunddal | 0 – 3 referto                     | HamKam | SH-banen |
| \| \| \| \| \| \| Marcatori \| 6’ Abiodun 72’ Ringberg 85’ Olsen \| |            |                                   |        |          |
|                                                                     |            |                                   |        |          |
|                                                                     | Marcatori  | 6’ Abiodun 72’ Ringberg 85’ Olsen |        |          |

| Bærum 13 giugno 2007, ore 18:00 CEST Secondo turno       | Bærum     | 2 – 0 referto | HamKam | Sandvika Stadion |
| \| \| \| \| \| Hauger 53’ Yousefi 77’ \| Marcatori \| \| |           |               |        |                  |
|                                                          |           |               |        |                  |
| Hauger 53’ Yousefi 77’                                   | Marcatori |               |        |                  |